# Alejandro Escovedo
Alejandro Escovedo (* 10. ledna 1951, San Antonio, Texas, USA) je americký zpěvák, kytarista a skladatel.

## Život
Jeho otec Pedro Barreera Escovedo (1907–2004) se do Texasu přestěhoval ve dvanácti letech z Mexika. Matka Cleo Escovedo, rozená Renteria (1921–2015), byla rodilou Texasankou. Několik jeho sourozenců (pochází z dvanácti sourozenců) se rovněž věnovalo hudbě. Pete (1935) a Coke (1941–1986) byli perkusionisté, kteří hráli například s Carlosem Santanou. Phil byl basista, který hrál mj. s bratry Petem a Cokem, ale také s Calem Tjaderem. Mario byl zpěvákem a kytaristou v rockové kapele The Dragons, a Javier (rovněž zpěvák a kytarista) hrál v The Zeros. Jeho neteří je bubenice Sheila E., dcera Petea.
V roce 1975 stál Alejandro Escovedo u zrodu sanfranciské kapely The Nuns, se kterou do jejího rozpadu v roce 1979 vydal dva singly. Ke konci existence kapely, kdy Escovedo žil v New Yorku, krátce hrál ve skupině zpěvačky Judy Nylon. V roce 1980 došlo k obnovení a nahrání eponymního alba The Nuns, na kterém se však Escovedo nepodílel, stejně jako při žádných dalších obnoveních v pozdějších letech. V roce 1981 se Escovedo usadil v Austinu a spolu se členy kapely The Dils založil soubor Rank and File, který však záhy po vydání jeho první desky Sundown (1982) opustil. V letech 1982 až 1987 působil s bratrem Javierem ve skupině True Believers, která v roce 1986 vydala své jediné album. V roce 2012 došlo k jednorázovému obnovení kapely.
V devadesátých letech vydal dvě desky s kapelou The Setters. Sólově debutoval v roce 1992 albem Gravity, nahraným ve spolupráci s producentem Turnerem Stephenem Brutonem. Ten produkoval i jeho další alba Thirteen Years (1994) a With These Hands (1996). Později vydal řadu dalších alb, která produkovali mj. Chris Stamey, John Cale a Tony Visconti. Na albu Real Animal spolupracoval s písničkářem Chuckem Prophetem, který je spoluautorem všech písní. Roku 2014 působil spolu s Ivanem Julianem v superskupině The Fauntleroys, s níž vydal jedno album a hrál v ní na baskytaru. Na několika albech se podílel jako producent.
V roce 1997 hostoval na albu Strangers Almanac kapely Whiskeytown, v jejímž čele stál Ryan Adams. Roku 1999 přispěl coververzí písně „Diana“ na tributní album More Oar věnované Skipu Spenceovi. V roce 2004 vyšlo tributní album Por Vida věnované Escovedovi (vyšlo za účelem vybrání financí na léčbu Escovedovy hepatitidy C). Svými coververzemi jeho písní na něj přispěli například John Cale, Lucinda Williams, Charlie Musselwhite, Bob Neuwirth a Ian Hunter. Roku 2009 Escovedo přispěl písní „Too Little Too Late“ na desku Keep Your Soul věnovanou Dougu Sahmovi, a v roce 2013 nahrál píseň „It's a Sin“ na tributní album You Don't Know Me věnované Eddymu Arnoldovi.

## Diskografie

### Sólová

#### Studiová alba
- Gravity (1992)
- Thirteen Years (1994)
- With These Hands (1996)
- Bourbonitis Blues (1999)
- A Man Under the Influence (2001)
- By the Hand of the Father (2002)
- The Boxing Mirror (2006)
- Real Animal (2008)
- Street Songs of Love (2010)
- Big Station (2012)[5]
- Burn Something Beautiful (2016)
- The Crossing (2018)
- La Cruzada (2020; španělskojazyčná verze alba The Crossing)
- Echo Dancing (2024)

#### Koncertní alba a kompilace
- More Miles Than Money: Live 1994–1996 (1998)
- An Introduction (2002)
- Bürgerhaus Heilbronn (Germany) 12.12.2002 (2003)
- Room of Songs (2005)
- Live Animal (2009)
- True Believer: The Best of Alejandro Escovedo (2011)

### Ostatní
- Sundown (Rank and File, 1982)

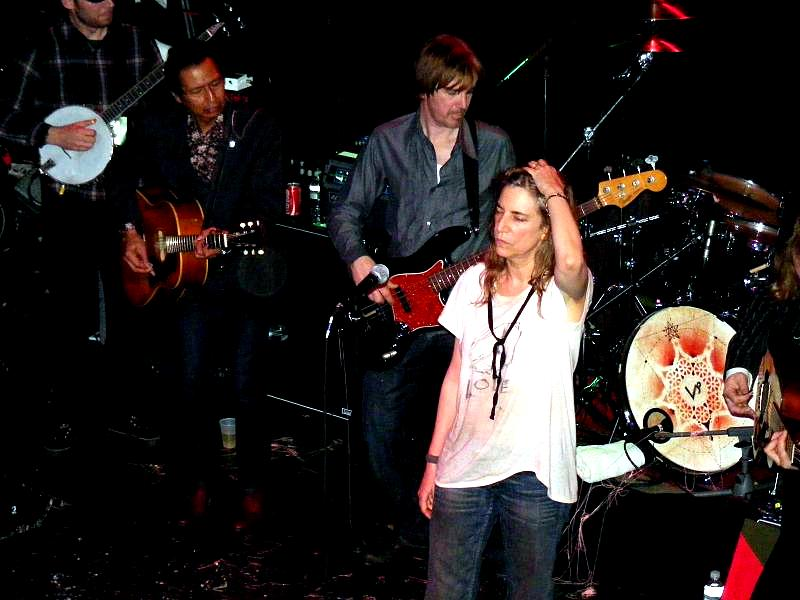
Alejandro Escovedo (druhý zleva, s akustickou kytarou) při vystoupení s Patti Smith

- True Believers (True Believers, 1986)
- Musick Without Tears (Fortune Tellers, 1987)
- The Setters (The Setters, 1992)
- Strip (Pork, 1994)
- Hard Road (True Believers, 1994; kompilace)
- Strangers Almanac (Whiskeytown, 1997)
- Dark Ballad Trash (The Setters, 1997)
- The Pawn Shop Years (Buick MacKane, 1997)
- More Oar: A Tribute to the Skip Spence Album (různí interpreti, 1999)
- Sixteen Haiku & Other Stories (Sigmatropic, 2003)
- Por Vida: A Tribute to the Songs of Alejandro Escovedo (různí interpreti, 2004)
- Songs from Javaland (Antonio Dionisio, 2004)
- Songs for Tsunami Relief: Austin to South Asia (Willie Nelson, 2005)
- Consolation (Gary Heffern, 2006)
- Rock and Roll! (The Doo-Dads, 2007)
- Blues, Waltzes and Badland Borders (John Platania, 2007)
- Keep Your Soul: A Tribute to Doug Sahm (různí interpreti, 2009)
- Yearbook (Graham Wilkinson & The Underground Township, 2009)
- Steve Sings Bob (Steve Wynn, 2009)
- Let the Light In (Amy Cook, 2010)
- You Don't Know Me: Rediscovering Eddy Arnold (různí interpreti, 2013)
- Below the Pink Pony (The Fauntleroys, 2014)
- The Drifter (Mike Flanigin, 2015)
- Greetings from Bunezuela! (Bun E. Carlos, 2016)
- My Mountain (Jeremy Nail, 2016)
- Rocks and Gravel (Mike Wilhelm, 2019)